# Veine émissaire occipitale
La veine émissaire occipitale (ou veine émissaire occipitale de Sperino) est une petite veine émissaire inconstante qui traverse le canal condylaire.
Elle relie le confluent postérieur aux veines occipitales.